# Konan Pazzaia
Konan Pazzaia, född 5 juli 2001, är en irländsk roddare.

## Karriär
Vid EM 2025 i Plovdiv tog Pazzaia brons tillsammans med Fintan McCarthy i dubbelsculler.